# F-117 Night Storm
Pour les articles homonymes, voir Lockheed Martin F-117 Nighthawk.
F-117 Night Storm est un simulateur de vol de combat sorti en 1993 sur Mega Drive. Le jeu a été édité par Electronic Arts.